# Bully (filme)
Bully (bra: Bully - Juventude Violenta; prt: Bully - Estranhas Amizades) é um filme de 2001 dirigido por Larry Clark. Foi baseado no assassinato de Bobby Kent, em Fort Lauderdale, Flórida. O roteiro foi escrito por David McKenna (sob o pseudônimo Zachary Long) e Roger Pullis, baseado no livro de Jim Schutze, Bully: A True Story of High School Revenge.

## Sinopse
Depois de diversos abusos físicos cruéis de Bobby, seu amigo Marty e sua namorada planejam matá-lo.

## Recepção
No agregador de críticas dos Estados Unidos, o Rotten Tomatoes, na pontuação onde a equipe do site categoriza as opiniões da  grande mídia e da mídia independente apenas como positivas ou negativas, o filme tem um índice de aprovação de 54% calculado com base em 90 comentários dos críticos. Por comparação, com as mesmas opiniões sendo calculadas usando uma média aritmética ponderada, a nota alcançada é 5,8/10 que é seguida do consenso dizendo: "com suas cenas persistentes de corpos adolescentes nus, Bully se sente mais sórdidamente explorador do que realista".
Em outro agregador de críticas também dos Estados Unidos, o Metacritic, que calcula as notas das opiniões usando somente uma média aritmética ponderada de determinados veículos de comunicação em maior parte da grande mídia, tem uma pontuação de 45/100, alcançada com base em 26 avaliações da imprensa anexadas no site, com a indicação de "revisões mistas ou neutras".
Roger Ebert avaliou com 4/4 estrelas dizendo que é uma "obra-prima em seus próprios termos, uma acusação assustadora de uma sociedade que não oferece absolutamente nada a algumas de suas crianças".